# Sezzadio
Sezzadio là một đô thị ở tỉnh Alessandria trong vùng Piedmont của Italia, có vị trí cách khoảng 80 km về phía đông nam của Torino và khoảng 15 km về phía nam của Alessandria. Tại thời điểm ngày 31 tháng 12 năm 2004, đô thị này có dân số 1.276 người và diện tích là 34 km².
Đô thị Sezzadio có các frazione (đơn vị trực thuộc) Boschi.
Sezzadio giáp các đô thị: Carpeneto, Cassine, Castelnuovo Bormida, Castelspina, Gamalero, Montaldo Bormida, Predosa, và Rivalta Bormida.